# Cementiri Nou d'Igualada
El Cementiri Nou d'Igualada és un cementiri edificat entre 1985 i 1994, obra dels arquitectes Enric Miralles i Carme Pinós. Ha estat considerat com una de les obres més poètiques de l'arquitectura catalana del segle XX i l'any 1992 fou guardonat amb el premi FAD d'arquitectura. Es troba al carrer dels Països Baixos, en el polígon industrial de les Comes, a Igualada. És una obra protegida com a Bé Cultural d'Interès Nacional des de juliol de 2021, considerada una de les millors representacions de l'arquitectura funerària contemporània de Catalunya.

## Descripció
Els diferents blocs de nínxols s'organitzen de manera que s'adapten al terreny. La forma atalussada que s'aconseguí amb la superposició de caixons prefabricats, el recobriment amb pedra d'algunes parts i l'enjardinament de la coberta ajuden a aconseguir-ne la integració. El paviment de les zones d'accés i de davant dels nínxols té travesses de tren encastades. Un voladís corbat de formigó protegeix els frontals dels nínxols.
Els espais que ocupen el parc i que integren la part que es considera monument són: els nínxols, els panteons, la capella, l'edifici de serveis i, finalment, el crematori. El projecte es fonamenta en un llenguatge arquitectònic propi molt allunyat de la concepció dels cementiris tradicionals. Es va idear no només com a lloc de descans i de memòria per als difunts sinó també com un espai per passejar, de reflexió i diàleg amb la natura.
L'interès principal d'aquest espai rau en la seva concepció, que parteix d'una visió integral de totes les instal·lacions pròpies d'un cementiri dins d'un espai natural. Per aquest motiu, la majoria d'instal·lacions es van plantejar semisoterrades i amb cobertes enjardinades. L'objectiu d'aquesta actuació era aconseguir que l'impacte sobre l'entorn fos mínim i que, alhora, dotés unes construccions amb usos funeraris d'un ambient agradable i poc invasiu amb l'entorn. Un aspecte molt destacable és la situació estratègica dels elements arquitectònics: la capella, la zona dels nínxols, el crematori, etc. Tots ells flueixen en un recorregut processal, transcendent i amb una càrrega simbòlica sobre el cicle de la vida.
Els elements que l'integren, el recorregut dels nínxols fins a arribar a la zona dels enterraments, els mausoleus incrustats en el talús, la capella triangular de formigó armat inacabada, l'edifici de suport connectat a la capella i el crematori són en si mateixos escenaris que configuren un paisatge singular.
Els materials amb què està construït el cementiri són un dels altres aspectes a destacar. Els nínxols encastats en la topografia són de formigó així com la gran capella inacabada. Els paviments són triats en els diferents trams del parc-cementiri i lliguen completament amb les tonalitats del paisatge. Són materials terrossos, de pedra, de ferro i de fusta integrats en un projecte de jardineria que evoquen el paisatge difícil i dur del lloc.
Aquests materials utilitzats en l'arquitectura moderna són de gran fragilitat, sobretot en aquest cas en què els elements estan a la intempèrie i supeditats a les inclemències del temps. Això fa que sigui necessari un control adequat del seu estat de conservació i una protecció que garanteixi la integritat del seu valor arquitectònic.

## Història
L'any 1969-70, es va fer una modificació de límits entre el terme d'Òdena i el d'Igualada quedant els terrenys on ara hi ha el cementiri en el terme d'Igualada. L'any 1983 l'Ajuntament de la ciutat convocà el concurs per adjudicar el nou cementiri, ja que el cementiri vell, ubicat a l'avinguda Pau Casals i inaugurat el 1819, no disposava de prou espai. Carme Pinós i Enric Miralles van guanyar el concurs convocat per l'Ajuntament d'Igualada el 1983. El projecte del cementiri nou va diferenciar-lo de la concepció dels cementiris tradicionals, mostrant-lo com un parc on passejar. Es va realitzar un tall en el sòl, a les parets del qual se situen els nínxols, els quals estan ubicats sota una estructura corbada de formigó que els cobreix. La major part del cementiri està enfonsat respecte al nivell del sòl, fet que l'integra en el paisatge. La baixada es realitza seguint un camí en ziga-zaga. En el recinte hi ha múltiples racons, objectes i detalls que juguen amb la llum i l'ombra. Les obres van començar el 1988, la inauguració de la primera fase va ser el 1992 i es va completar el 1994. El seu dissenyador, Enric Miralles i Moya, mort prematurament l'any 2000, està enterrat en aquest cementiri.
El juliol de 2021 fou nomenat Bé Cultural d'Interès Nacional, en la categoria de Monument Històric. El Govern també va aprovar la delimitació d'un entorn de protecció delimitat pel voltant del Parc del Cementiri d'Igualada, situat al carrer dels Països Baixos 23 d'aquesta localitat, per tal de garantir la conservació del bé i del seu entorn proper i assegurar el seu control i coherència amb la inclusió de les finques del costat del monument, ja sigui físicament o visual, amb l'objectiu d'evitar que l'alteració d'aquest entorn pugui afectar els valors, la contemplació o l'estudi del monument. L'entorn ressegueix el traçat de la Riera d'Òdena que envolta el turó i emmarca les visuals cap al monument. Aquesta delimitació inclou un paisatge intrínsecament lligat i integrat amb el monument en la parcel·la núm. 23 situada al voltant del parc-cementiri al nord, est i sud d'aquest. Per això es va considerar necessari que formés part de l'entorn de protecció, ja que qualsevol actuació podria malmetre i desvirtuar la concepció paisatgística per a la qual es va projectar el monument.

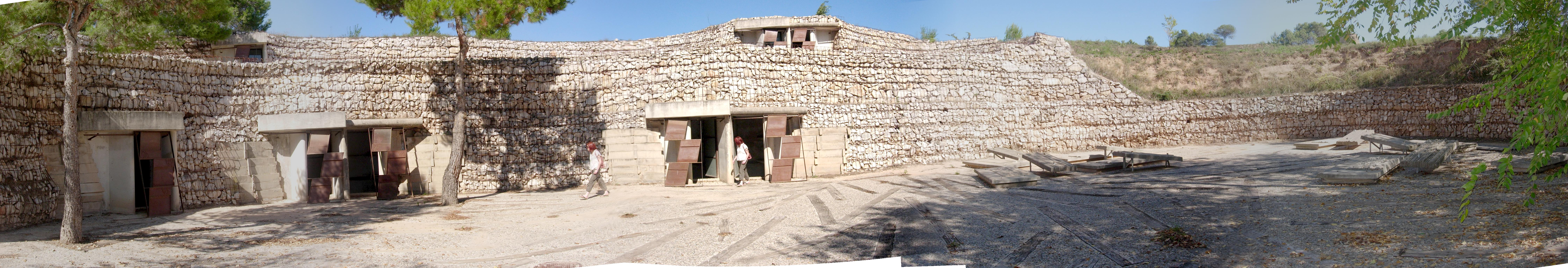
Vista panoràmica del cementiri